# Paljasjärvi (Karesuando socken, Lappland)
Paljasjärvi är en sjö i Kiruna kommun i Lappland och ingår i Torneälvens huvudavrinningsområde. Sjön har en area på 1,46 kvadratkilometer och ligger 421,1 meter över havet. Paljasjärvi ligger i Torne och Kalix älvsystem Natura 2000-område. Sjön avvattnas av vattendraget Saankijoki.

## Delavrinningsområde
Paljasjärvi ingår i det delavrinningsområde (757342-176587) som SMHI kallar för Utloppet av Paljasjärvi. Medelhöjden är 465 meter över havet och ytan är 18,45 kvadratkilometer. Räknas de 6 avrinningsområdena uppströms in blir den ackumulerade arean 64,42 kvadratkilometer. Saankijoki som avvattnar avrinningsområdet har biflödesordning 3, vilket innebär att vattnet flödar genom totalt 3 vattendrag innan det når havet efter 375 kilometer. Avrinningsområdet består mestadels av skog (50 procent) och sankmarker (34 procent). Avrinningsområdet har 1,52 kvadratkilometer vattenytor vilket ger det en sjöprocent på 8,3 procent.